# Psaphida grotei
Psaphida grotei är en fjärilsart som beskrevs av Morrison 1874. Psaphida grotei ingår i släktet Psaphida och familjen nattflyn. Inga underarter finns listade i Catalogue of Life.